# Greatest Hits: Back to the Start
Pour les articles homonymes, voir Back to the Start.
Back To the Start est un album contenant tous les plus grands hits de Megadeth (Peace Sells, À tout le monde, Symphony of Destruction et Mechanix). Il est sorti en 2005 chez Capitol Records. Toutes les chansons ont été remasterisées.

## Liste des titres
Toutes les paroles sont écrites par Dave Mustaine, sauf indication, toute la musique est composée par Dave Mustaine, sauf indication.
| No  | Titre                                                        | Musique                       | Durée |
| --- | ------------------------------------------------------------ | ----------------------------- | ----- |
| 1.  | Holy Wars... The Punishment Due                              |                               | 6:32  |
| 2.  | In My Darkest Hour (Paroles : Dave Mustaine, David Ellefson) |                               | 6:26  |
| 3.  | Peace Sells                                                  |                               | 4:02  |
| 4.  | Sweating Bullets                                             |                               | 5:26  |
| 5.  | Angry Again                                                  |                               | 3:47  |
| 6.  | À tout le monde                                              |                               | 4:25  |
| 7.  | Trust                                                        | Dave Mustaine, Marty Friedman | 5:12  |
| 8.  | Kill the King                                                |                               | 3:42  |
| 9.  | Symphony of Destruction                                      |                               | 4:06  |
| 10. | Mechanix (version 2002)                                      |                               | 4:21  |
| 11. | Train of Consequences                                        |                               | 3:30  |
| 12. | Wake Up Dead                                                 |                               | 3:38  |
| 13. | Hangar 18                                                    |                               | 5:12  |
| 14. | Dread and the Fugitive Mind                                  |                               | 4:23  |
| 15. | Skin o' My Teeth                                             |                               | 3:15  |
| 16. | She-Wolf                                                     |                               | 3:39  |
| 17. | Prince of Darkness                                           | Dave Mustaine, Marty Friedman | 6:28  |

## Personnel
- Dave Mustaine - chants, guitare rythmique & solo
- Marty Friedman - guitare (1, 4-7, 9, 11, 13 & 15-17)
- Chris Poland - guitare (3, 10 & 12)
- Al Pitrelli - guitare (8 & 14)
- Jeff Young - guitare  sur In My Darkest Hour
- David Ellefson - basse
- Nick Menza - batterie (1, 4-7, 9, 11, 13 & 15-16).
- Gar Samuelson - batterie (3, 10 & 12)
- Jimmy Degrasso - batterie (8, 14 & 17).
- Chuck Behler - batterie  sur In My Darkest Hour

## Charts
| Année | Chart         | Position |
| ----- | ------------- | -------- |
| 2005  | Billboard 200 | 65       |
| 2005  | Finlande      | 21       |